# خيار شمشون

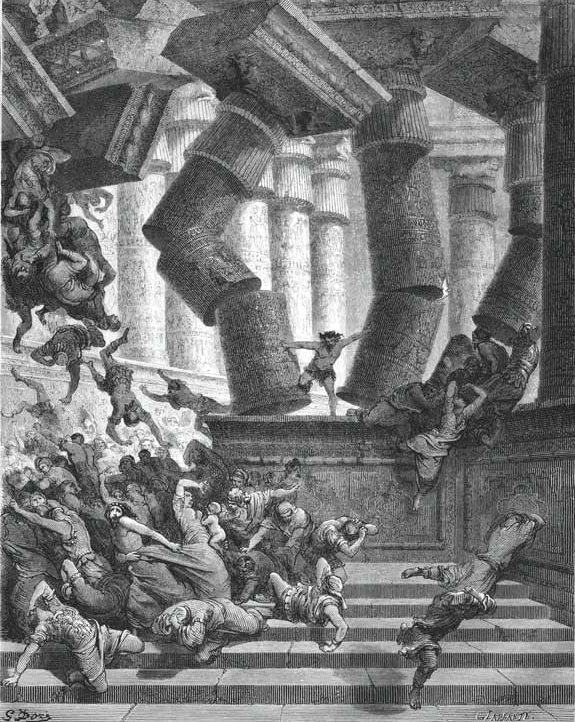
شمشون في معبد الإله داجون، يدمر نفسه وأعداءه الوثنيين عبر تدمير أعمدة المعبد الوثني حسب ما ورد في التوراة اليهودية.

خيار شمشون، هو اسم عمليات تحليلية قام بها بعض المحللين العسكريين لنظرية الردع الإسرائيلية الافتراضية المرتبطة بعمليات الانتقام واسعة النطاق بالأسلحة النووية، باعتبارها آخر الحلول، ضد الجماعات التي تشكل تهديداً عسكرياً على وجودها.
استخدم بعض المعلقين هذا المصطلح للإشارة إلى الحالات التي هددت فيها جهات غير إسرائيلية وغير نووية بالانتقام باستخدام الأسلحة التقليدية. ومن الأمثلة على ذلك ياسر عرفات وحزب الله.
استخدم المصطلح اسم شمشون الذي وردت عنه إشارة في الكتاب المقدس، حيث قام شمشون بدفع أعمدة معبد الإله الأشوري داجون الذي كان يعبده الوثنيون ما أدى إلى سقوط السقف فقتل نفسه مع آلاف الوثنيون الذين كانوا قد أسروه،  وكان يصيح حينها «لتمت نفسي مع الوثنيين!» (سفر القضاة 16:30). وكان الموتى الذين أماتهم في موته، أكثر من الذين أماتهم في حياته.

## الغموض النووي
ترفض إسرائيل تأكيد أو نفي امتلاكها أسلحة دمار شامل، كما ترفض وصف كيف يمكن أن تستخدمه. ثمة سياسة رسمية تعرف بـ «سياسة الغموض المتعمد» أو «التعتيم النووي». هذا الأمر جعل من المستحيل على أي شخص من خارج الحكومة الإسرائيلية وصف حقيقة السياسة النووية الإسرائيلية، في حين لا يزال يُسمح لإسرائيل بالتأثير على تصورات واستراتيجيات وإجراءات الحكومات الأخرى. مع ذلك، وبمرور السنين، اعترف بعض القادة الإسرائيليين علناً بقدرة بلادهم النووية: إفرايم كاتسير عام 1974، موشيه دايان عام 1981، شمعون بيريز عام 1998، وإيهود أولمرت عام 2006.
خلال تقريره عام 2006 أمام مجلس الشيوخ الأمريكي بشأن تعيينه في منصب وزير الدفاع في حكومة جورج دبليو بوش، اعترف روبرت غيتس بأن إسرائيل تمتلك أسلحة نووية. كما كتب مارتن فان كريفيلد في كتابه «ثقافة الحرب» عام 2008، وهو أستاذ في التاريخ العسكري في الجامعة العبرية في القدس، أنه منذ أن اعترف غيتس بأن إسرائيل تمتلك أسلحة نووية، فإن أي حديث عنها في إسرائيل يمكن أن يؤدي إلى اعتقال ومحاكمة وسجن. لذا فإن المعلقين الإسرائيليين يتحدثون عن «أسلحة يوم القيامة»
مع ذلك، وفي بدايات عام 1976، كانت وكالة المخابرات المركزية تعتقد أن إسرائيل تمتلك 10-20 سلاحاً نووياً. بحلول 2002، قدّر بأن عدد هذه الأسلحة قد ارتفع ليصبح بين 75 و200 قنبلة هيدروجينية بقدرات عدد من الميغاطن. قدّر كينيث س. بروور وجود حوالي 400 قطعة سلاح نووي. يمكن أن تكون هذه ثالوثا نوويا يمكن أن يطلق من البر والبحر والجو. هذا يعطي إسرائيل خيار ضربة ثانية حتى لو تم تدمير جزء كبير من البلاد.